# Antigua Gvatemala
Antigua Guatemala (španska izgovarjava: [anˈtiɣwa ɣwateˈmala]), splošno znana kot Antigua ali La Antigua, je mesto v osrednjem višavju Gvatemale. Mesto je bilo glavno mesto Gvatemalske generalne kapitanije od leta 1543 do 1773, večina njegove arhitekture in ureditve pod vplivom baroka pa izhaja iz tega obdobja. Zaradi teh značilnosti je bila leta 1979 vpisana za Unescov seznam svetovne dediščine. Antigva Gvatemala služi kot glavno mesto istoimenske občine in departmaja Sacatepéquez.

## Zgodovina
Antigua Gvatemala pomeni 'stara Gvatemala' in je bila tretja prestolnica Gvatemale, prej imenovana Santiago de los caballeros de Guatemala.
Prva prestolnica Gvatemale je bila ustanovljena na mestu mesta Kakchikel-Maya, ki se zdaj imenuje Iximche, v ponedeljek, 25. julija 1524 – na dan svetega Jakoba – in se je zato imenovala Ciudad de Santiago de los Caballeros de Guatemala (mesto sv. Jakoba Gvatemalskega viteškega reda). Seveda je sveti Jakob postal zavetnik mesta.
Po več vstajah Kaqchikelov je bila prestolnica 22. novembra 1527 prestavljena na primernejše mesto v dolini Almolonga ('kraj vode') in obdržala prvotno ime. To novo mesto je bilo na mestu današnjega San Miguel Escobar, ki je soseska v občini Ciudad Vieja. To mesto je 11. septembra 1541 uničil uničujoč lahar iz Volcán de Agua. Zato so se kolonialne oblasti odločile, da prestolnico znova preselijo, tokrat osem kilometrov stran v dolino Panchoy. Tako so 10. marca 1543 španski konkvistadorji ustanovili današnjo Antiguo in ponovno so jo poimenovali Santiago de los Caballeros. Več kot 200 let je služila kot sedež vojaškega guvernerja španske kolonije Gvatemala, velike regije, ki je vključevala skoraj celotno današnjo Srednjo Ameriko in najjužnejšo zvezno državo Mehike: Chiapas.
Santiago de los Caballeros je bil tretji sedež prestolnice, imenovane kraljevina Gvatemala, ki je vključevala sedanje države Gvatemala, Belize, Salvador, Honduras, Nikaragvo in Kostariko, poleg sodobne države Chiapas v Mehiki. Potem ko je poplava uničila drugo mesto, ki je bilo v dolini Almolonga, na pobočju Volcán de Agua, je bilo leta 1543 zgrajeno novo mesto v dolini Panchoy, ki je bilo leta 1549 ustanovljeno kot vodja Real Audiencia Gvatemale.
Mesto je bilo postavljeno v kvadratni vzorec, z ulicami, ki so potekale od severa proti jugu in od vzhoda proti zahodu, z osrednjim trgom. Tako cerkvene kot vladne stavbe so bile postavljene na pomembna mesta okoli osrednjega trga. Med letoma 1549 in 1563 je bila posest jugovzhodno od trga prodana kroni in jo je zasedel prvi predsednik Real Audiencia de los Confines: odvetnik Alonso Lopez Cerrato, ki je bil tudi guverner in generalni kapitan. Prvotna stavba je bila majhna in obložena s portalom, streho iz ploščic in stenami iz opeke. 
Mesto je obdano s tremi ogromnimi vulkani in gorami, ravninami in hribi. To ozemlje se je imenovalo 'Gvatemalska dolina' in je imelo 73 vasi, dve mesti in mesto Santiago de los Caballeros.
Zaradi stalnih težav med osvajalci in predstavniki krone, ki jih je poslal španski kralj, je bila Audiencia de los Confines leta 1565 ukinjena. Leta 1570 je bila skupščina obnovljena, tokrat neodvisna od mehiškega podkralja in nova organizacija se je imenovala Audiencia of Guatemala.
Frančiškanski bratje so se prvi preselili v dolino Panchoy, novo prestolnico Kraljevine Gvatemale, in zgradili kapelo na mestu, kjer bodo kasneje postavili cerkev Escuela de Cristo. To primitivno kapelo je leta 1575 uničil potres in v naslednjih desetih letih so zbirali sredstva za izgradnjo novega kompleksa, dva bloka od prejšnjega. Frančiškanski kompleks je postal pomembno kulturno in versko središče celotne kapitanije General Gvatemale. Teologi, pravniki, filozofi, fiziki in matematiki so študirali v šoli San Buenaventura, ki je bila tam, kjer so ruševine samostana. Pomembni študenti so bili Cristóbal de Villalpando, Thomas Merlo in Alonso de Paz.
Prva gradnja stolnice se je začela leta 1545 z ruševinami, prinesenimi iz uničene naselbine v dolini Almolonga; vendar so njeno gradnjo vsa leta ovirali pogosti potresi.{{sfn|Antigua Guatemala en línea|n.d.|p=} Mesto je bilo zadnje počivališče velikega španskega kronista Bernala Díaza del Castilla, njegovi posmrtni ostanki pa so bili pokopani v eni izmed cerkva, ki so jo sčasoma uničili potresi.
Gradnja kraljevih hiš za rezidenco generalnega kapitana in članov Real Audiencia se je začela leta 1558; kompleks je vključeval tudi kraljevo zakladnico, zapor, vojaške prostore, dvorano orožja in bivališče članov Audiencie.
V 16. stoletju je bilo več pomembnih potresov in sicer:
- 21. marec 1530
- 11. september 1541
- 1565 (natančen datum ni znan)
- 1575 (natančen datum ni znan)
- 30. november 1577
- 23. december 1585[15]
- Leta 1566 mu je španski kralj Filip II. podelil naziv Muy Noble y Muy Leal ('Zelo plemenit in zelo zvest').

### Dogodki iz 17. stoletja
Jezuiti so leta 1608 ustanovili šolo »San Lucas Družbe Jezusove«, ki je postala znana in ji ni bilo para po pouku literature in slovnice; udeležili so se ga elitni plemiči mestne družbe, kot so Francisco Antonio Fuentes y Guzman, kronist Francisco Vázquez in Pedro Betancourt. Dne 18. julija 1626 so slovesno odprli jezuitski tempelj; skupaj s preostalim mestom je trpel in bil poškodovan zaradi nenehnih potresov, ki so mesto prizadeli med 16. in 18. stoletjem.
Menihi San Juan de Dios so ustanovili svojo bolnišnico in samostan leta 1636 in so bili nato odgovorni za bolnišnice v Kraljevini Gvatemali. Njihove bolnišnice so bile:
- San Alejo: za domorodce
- San Pedro: za cerkveno osebje
- Santiago: za Špance in mulate
- San Lázaro
- San Juan de Dios: leta 1667 so dominikanci bolnišnico San Alejo predali bratom San Juan de Dios, ki so jo do takrat upravljali; leta 1685 sta se bolnišnici San Alejo in Santiago združili in oblikovali bolnišnico San Juan de Dios.[14]

Tempelj Escuela de Cristo - Kristusove šole - je bil ustanovljen v župniji Gospe Remedios leta 1664 in od leta 1689 naprej je bil znan kot kongregacija San Felipe de Neri. Medtem so okoli leta 1690 jezuiti ustanovili še eno šolo: »San Francisco de Borja«, kjer je pesnik in duhovnik Rafael Landivar, S.J., sčasoma študiral in služil kot ravnatelj.

#### Sveti Hermano Pedro
Pedro de San José Betancourt je v gvatemalsko deželo prišel leta 1650 iz rodnega Tenerifa. Ob prihodu je trpel hudo bolezen, med katero je imel prvo priložnost biti z revnimi in razlaščenimi. Po ozdravitvi je želel nadaljevati cerkvene študije, a tega ni mogel storiti, zato je postal frančiškanski tretjerednik v samostanu San Francisco v Santiagu de los Caballeros. Ustanovil je zavetišča za revne, domorodce in brezdomce ter leta 1656 ustanovil Red bratov Naše Gospe iz Betlehema, da bi služil revnim. Santo Hermano Pedro je napisal več knjig, med drugim: Navodila De la Cruzov brata, Krona trpljenja Jezusa Kristusa naše dobro ali Pravila bratovščine Betlemitas. Velja za velikega evangelista Zahodne Indije, tako kot San Francisco Javier za Vzhodno Indijo. Brat Pedro je skrbel za revne, bolne, sirote in umirajoče ter je bil prvi zagovornik človekovih pravic. Poleg tega je bil prvi zagovornik pismenosti v Ameriki, red Betlemitas pa je bil prvi verski red, rojen v Ameriki. Santo Hermano Pedro je bil človek pred svojim časom, tako v svojih metodah poučevanja branja in pisanja nepismenih kot pri zdravljenju bolnikov.

#### Kraljeva in papeška univerza San Carlos Borromeo
Francisco Marroquín, prvi gvatemalski škof, je španskemu kralju leta 1548 poslal pismo, v katerem je prosil za vrhunsko izobraževalno institucijo za Gvatemalo, vendar je pismo ostalo brez odgovora. Proti koncu svojega življenja, leta 1562, je Marroquín v svoji oporoki zapustil nekaj denarja za ustanovitev šole - ki je bila sčasoma šola Santo Tomás de Aquino - kjer bi poučevali slovnico, umetnost, filozofijo in teologijo. Revni španski otroci bi imeli koristi od tega pobožnega dela, saj ne bi mogli potovati v tista mesta, kjer so že obstajale univerze, kot je Ciudad de Mexico v Novi Španiji. Zgodovinar John Tate Lanning je v zvezi s tem dejal, da je »Marroquínova oporoka tako znana, da mnogi ljudje, ki je niso niti videli, pravijo, da so v dokumentu stvari, ki jih v resnici ni. Marroquín nikoli ne govori o univerzi, veliko manj ustanavljanja...« Po drugi strani pa res obstaja dokument župana Pedra Crespa Suareza, ki je po svoji smrti zapustil dvajset tisoč pesosov za vzpostavitev predavanj na univerzi, ki »je bila zahtevana od krone«.
Jezuiti so nasprotovali ustanovitvi univerze, ker jim ni bila všeč zamisel, da bi drugi redovni duhovniški redovi - mercedarci, frančiškani in red pridigarjev - prevzeli pobudo v verskih in izobraževalnih vprašanjih. Avgusta 1655 je Družba Jezusova kupila celotno parcelo od družine Díaz del Castillo in do takrat je bila njihova šola San Lucas dobro poznana v regiji in je podelila celo dve univerzitetni diplomi. Leta 1653 je imela šola San Lucas osebje le trinajst duhovnikov, zelo majhno število v primerjavi z velikostjo stavbe; jezuiti pa so močno vplivali na kulturno in izobraževalno življenje v Gvatemalski generalni kapitaniji. Šola je bila najuglednejša v mestu in iz nje je diplomirala večina elitnih članov družbe tistega časa. Večina njegovih študentov je bila posvetnih in so si pridobili najboljše položaje v državi.
Po več desetletjih, peticijah in tožbah je kralj Karel II. pospešil kraljevi odlok 31. januarja 1676, ki dovoljuje generalni kapitaniji Gvatemale, da ustanovi svojo univerzo ali Splošni študij. Po dolgotrajnem in okornem organizacijskem procesu, ki je trajala pet let, je univerza začela pouk 7. januarja 1681 z več kot šestdesetimi prijavljenimi študenti pod vodstvom predsednika doktorja Joséja de Bañosa y Soto Mayorja, katedralnega arhidiakona, pridigarja španskega kralja in doktorja Univerze v Osuni. Univerza je začela svoje dejavnosti pod zaščito svetega Karla Boromejskega, njene norme in predpisi pa so bili kopirani iz tistih z mehiške univerze, ki so bili nato prilagojeni iz tistih Universidad de Salamanca v Španiji.
Prvi razredi na univerzi so bili:
- Kanonsko pravo
- Medicina
- Sholastična teologija
- Moralna teologija
- Jeziki

Kraljeva univerza San Carlos Borromeo je postala papeška s papeško bulo papeža Inocenca XI., ki je bila izdana 18. junija 1687.

### Dogodki iz 18. stoletja

#### Potres v San Miguelu
Najmočnejši potresi, ki jih je doživelo mesto Santiago de los Caballeros pred svojo zadnjo selitvijo leta 1776, so bili potresi v San Miguelu leta 1717. Takrat je bila oblast katoliške cerkve nad državljani Španskega imperija absolutna in vsaka naravna nesreča je veljala za božja kazen. V mestu so ljudje tudi verjeli, da je bližina Volcán de Fuego vzrok za potrese; veliki arhitekt Diego de Porres je celo rekel, da so vse potrese povzročile eksplozije vulkanov.
27. avgusta je prišlo do močnega izbruha Fuega, ki je trajal do 30. avgusta; prebivalci mesta so prosili za pomoč Kristusa iz stolnice in Virgen del Socorro, ki sta bila zaprisežena pokrovitelja Volcan de Fuego. 29. avgusta je procesija Virgen del Rosario po stoletju stopila na ulice, ne da bi zapustila njen tempelj in do 29. septembra, dneva svetega Miguela, je bilo še veliko svetih procesij. Zgodaj popoldanski potresi so bili manjši, a okoli 19. ure je bil močan potres, zaradi katerega so morali prebivalci zapustiti svoje domove; tresljaji in ropot so sledili do četrte ure. Sosedje so šli na ulice in glasno priznavali svoje grehe ter se pripravljali na najhujše.
Potres v San Miguelu je poškodoval mesto do te mere, da so bili uničeni nekateri prostori in stene kraljeve palače. Prišlo je tudi do delne zapuščenosti mesta, pomanjkanja hrane, delovne sile in velike škode na mestni infrastrukturi, da ne omenjamo številnih mrtvih in ranjenih. Zaradi teh potresov so oblasti razmišljale o selitvi v novo mesto, ki je manj nagnjeno k seizmični dejavnosti. Prebivalci mesta so tej potezi ostro nasprotovali in protestirali celo do kraljeve palače; na koncu se mesto ni premaknilo, vendar je bilo število vojakov armadnega bataljona, potrebnih za vzdrževanje reda, precejšnje. Poškodbo na palači je popravil Diego de Porres, ki je končal popravila leta 1720, čeprav obstajajo znaki, da je Porres opravil dodatna dela do leta 1736.

#### Potres v San Casimiru
4. marca 1751 je potres v San Casimiru ponovno uničil mesto Santiago de Guatemala. Cerkvena streha kompleksa Družbe Jezusove je padla na tla, zaradi česar so jezuiti ponovno morali prositi za pomoč župljane pri obnovi. Znova je bila stavba med najlepšimi v mestu, ko so bila popravila končana. Pravzaprav se je po potresu v San Casimiru začelo obdobje blaginje, saj je mesto doživelo velike izboljšave, kot sta polepšanje ulic in uvedba vodovodnega sistema. Zgrajena je bila nova mestna hiša, 17. julija 1753 pa so bila končana dela na jezuitskem trgu pred cerkvijo.

#### Potres v Santa Marti
12. junija 1773 je bil generalni kapitan Martín de Mayorga inavguriran in je bil poleg Cortésa y Larráza in rednih duhovniških vikarjev najvišja oblast v Kraljevini Gvatemali in je bil glavni junak dogodkov, ki so sledili potresom leta 1773.
Leta 1773 so potresi v Santa Marti uničili večji del mesta, kar je vodilo do tretje spremembe lokacije mesta. Španska krona je leta 1776 odredila premestitev prestolnice na varnejšo lokacijo, v Dolino svetišča, kjer zdaj stoji Guatemala mesto, sodobna prestolnica Gvatemale. To novo mesto ni ohranilo starega imena in so ga krstili za Nueva Guatemala de la Asunción (Nova Gvatemala Marijinega vnebovzetja), njegova zaščitnica pa je Gospa Marijinega vnebovzetja. Hudo poškodovano mesto Santiago de los Caballeros je bilo ukazano zapustiti, čeprav ga niso vsi zapustili, in so ga nato imenovali la Antigua Guatemala (Stara Gvatemala).
Potres v Santa Marti je tako rekoč porušil cerkev in dele samostana Družbe Jezusove. Samostan in stolpi so bili v ruševinah, obzidje pod nevarnimi koti in Casa de Ejercicios je bila spremenjena v ruševine. S kraljevim odlokom z dne 21. julija 1775 je bila dovoljena selitev mesta. To je bil končni ukaz, ki so ga morali spoštovati vsi ljudje, ki so se začeli počasi premikati od decembra tistega leta. Za gradnjo novega mesta je bilo potrebno pridobiti gradbeni material iz starih zapuščenih cerkva v Santiagu de Guatemala. Vendar pa je v primeru cerkve Družbe Jezusove prišlo do močnega nasprotovanja sosedov kakršni koli morebitni razgradnji strukture, saj so menili, da jo je še mogoče popraviti.

### Dogodki iz 19. stoletja
Po osamosvojitvi Gvatemale od Španije leta 1821  in vzpostavitev posvetne vlade je jezuitski kompleks ponovno postal javna last in je bil v več sodnih procesih, ki so trajali do leta 1829, ko sta bila redna duhovščina in konservativni klan Aycinena izgnana iz Srednje Amerike po invaziji liberalnega generala Francisca Morazána. Nova liberalna vlada je odredila, da je treba vse zaplenjeno posest katoliške cerkve spremeniti v osnovne šole in univerzitetne učilnice.
Od leta 1850 je imela Antigua ocenjenih 9000 prebivalcev. in do leta 1865 je stavba delovala kot parni mlin za sukanje, vendar zaradi pomanjkanja strokovnih tehnikov in surovin ni bila dobičkonosna; do leta 1872 pa je liberalni režim Justa Rufina Barriosa ponovno izgnal jezuite iz Gvatemale.
Leta 1884 je mestna hiša objavila, da namerava stare stavbe Družbe Jezusove spremeniti v tržnico, kljub močnemu nasprotovanju sosedov, ki so že imeli majhne trgovine na trgu. Šele leta 1912 so v kompleks postavili tržnico.

### Dogodki 20. stoletja
Aprila 1920, v zadnjih dneh režima Manuela Estrade Cabrere, je švedski princ Viljem obiskal Antigvo Gvatemalo in o svojih vtisih o mestu zapisal v svoji knjigi Med dvema celinama. Njegova knjiga objektivno opisuje strašne razmere, v katerih so bile včasih cesta in ruševine: »Malo stran od Guatemala Cityja je bila dokaj spodobna vožnja z avtomobilom, potem pa so se na cestah začeli nanosi peska in kasneje skalni podori nastali dve leti prej, državo je uničil močan potres in korupcija vlade je onemogočila okrevanje.« »Hribi so postajali vse bolj strmi, sunki so bili izrazitejši in kamni še ostrejši; poleg tega je bila na vrhu ceste dvometrska plast prahu, ki je skrivala pasti, vendar ni zmanjšala njihovega učinka.« »Na poti so šli mimo dolgih vrst Indijancev na poti v mesto Gvatemala, ki so z navidezno lahkoto prenašali svoja težka bremena; moški, ženske in otroci so nosili nekaj tovora in vsi so ga nosili hitro. Glede na promet, ga skoraj ni bilo, razen vozov, ki so jih vlekle mule«.
Po prehodu Mixca se je cesta nadaljevala bolj strmo navzgor, s prepadom na eni strani in strmo pečino, ki se je dvigala na drugi; tu in tam je stal ob poti križ, ki je označeval mesto, kjer je umrl kak popotnik. Ko so dosegli najvišjo točko, so se spustili proti Antigvi. Mesto je bilo na vidiku, ko se je pred avto postavila oseba v uniformi; Izkazalo se je, da je bil mestni poveljnik skupaj s šestimi vojaki z lesenimi puškami. V primerjavi s takratnim mestom Gvatemala je bila Antigua precej lepo ohranjena, čeprav so bile vse cerkve enako dotrajane in prepuščene same sebi, saj je bila obnova od leta 1773 omejena na nujno potrebno. Večinoma so do leta 1920 obiskovalca pozdravile le prazne stene in porušene kupole, nekatere cerkve pa so bile v slabem stanju. V Santa Clari se je na primer pasla mula, v Cerkvi milosti pa je svoje prostore zavzela domorodna družina, skupaj s svojo raznoliko zbirko domačih živali.
Vendar so bili drugi spomeniki v spodobni obliki:
- Escuela de Cristo je bila ena najbolje ohranjenih cerkva in je bila združena s samostanom, ki je še vedno stal. Duhovnik, ki je princa in njegove tri spremljevalce sprejel, jim je povedal, da so vso srebrnino in zlato iz cerkve njegovi predhodniki že prodali, tako da jim on, na njegovo veliko žalost, ne more nič prodati.
- Stari kapucinski samostan s številnimi podzemnimi prehodi od menihov do redovnic je bil vreden ogleda, še posebej en del, kjer so celice zgrajene v krogu, ki obdaja osrednjo skupno dvorano.

### Unescov seznam svetovne dediščine
Zaradi svoje izjemne arhitekture pod vplivom španskega baroka, postavitve, cerkva in ruševin ter pomena mesta v zgodnjem kolonialnem obdobju države je bila Antigva Gvatemala leta 1979 uvrščena na Unescov seznam svetovne dediščine.

## Antigva Gvatemala v 21. stoletju
Centralni park – Parque Central – je srce mesta, tamkajšnja rekonstruirana fontana pa je priljubljeno zbirališče. Severno od Centralnega parka je Arco de Santa Catalina, ena najbolj prepoznavnih arhitekturnih znamenitosti Antigve.
La Antigua je znana po svojih zelo dodelanih verskih praznovanjih v postnem času (Cuaresma), ki vodijo do velikega tedna (Semana Santa) in velike noči (Pascua). Vsako nedeljo v postnem času ena od lokalnih župnij sponzorira procesijo po ulicah Antigve. Dovršene in umetniške preproge, pretežno narejene iz barvane žagovine, rož, borovih iglic ter celo sadja in zelenjave, krasijo poti procesij.
Zaradi svoje priljubljenosti med turisti in zelo dobro razvite turistične infrastrukture se Antigua Gvatemala pogosto uporablja kot osrednja lokacija za obisk drugih turističnih območij v Gvatemali in Srednji Ameriki. Ladje za križarjenje, ki pristanejo v gvatemalskih pristaniščih, ponujajo izlete v Antiguo iz Pacifika in Atlantika. Antigua ima tudi precejšnjo skupnost upokojencev izseljencev iz ZDA in Evrope.
Zgodovinsko gledano je območje veljalo za eno najboljših kmetijskih v Gvatemali. Turizem je glavno gonilo gospodarstva. Antigua je tudi regija Anacafé, kjer proizvajajo kavo.

## Ekologija
Na obzorju okoli Antigve prevladujejo trije veliki vulkani. Najbolj opazen, južno od mesta, je Volcán de Agua, visok približno 3766 m. Ko so prispeli Španci, so ga prebivalci tega območja, Maji Kakchikel, poimenovaliHunapú (in to še vedno počnejo). Vendar pa je postal znano kot Volcán de Agua, potem ko je lahar iz vulkana pokopal drugo lokacijo prestolnice, zaradi česar so španske oblasti prestolnico preselile v današnjo Antiguo. Prvotno mesto druge prestolnice je zdaj vas San Miguel Escobar.
Zahodno od mesta sta dva vrhova, Acatenango, ki je nazadnje izbruhnil leta 1972, visok približno 3976 m in Volcán de Fuego ali 'ognjeni vulkan', visok približno 3763 m. Fuego je znan po tem, da je skoraj nenehno aktiven na nizki ravni. Para in plin izhajata z njegovega vrha skoraj vsak dan, medtem ko je do večjega izbruha prišlo septembra 2012.

## Turizem
Antigua je rastoča turistična destinacija v Gvatemali, saj je blizu mesta Gvatemala, vendar je veliko mirnejša in varnejša, z več turistično usmerjenimi dejavnostmi. Iz Antigve se lahko z avtobusi pripeljete v številne dele Gvatemale. Številne potovalne agencije ponujajo prevoze do glavnih turističnih krajev: plaža Monterrico, jezero Atitlan, Coban, Lanquín (Semuc Champey) ali Tikal, čeprav je prevoz bolj osrednji v mestu Guatemala. Antigua je znana tudi po izdelovalcih čokolade.

## Spomeniki španske kolonije
Preden je predsednik Jorge Ubico 30. marca 1944 mesto razglasil za nacionalni spomenik, so bile mestne ruševine praktično zapuščene. Naslednje galerije prikazujejo slike uničenja struktur zaradi potresov in zapuščenosti. Bile so tudi druge cerkve, kot sta Nuestra Señora del Carmen in Družba Jezusova, ki so razmeroma dobro prestale potres leta 1773, vendar so bile zapuščene in potresi od 1917 do 1918 in 1976 so jih uničili. V posebnem primeru cerkve de San Francisco El Grande je bila po potresih leta 1773 in 1917 v dobrem strukturnem stanju in je bila ponovno zgrajena leta 1967, ko so se frančiškani vrnili v Gvatemalo. To je sčasoma zaščitilo strukturo pred znatno škodo v potresu leta 1976. Nazadnje je bila cerkev La Merced praktično nova leta 1773 in je od takrat vzdržala čas in potrese; cerkev ni bila opuščena leta 1776, ampak je bila res opuščena leta 1829, ko je general Francisco Morazán skupaj z ostalo redno duhovščino in člani konservativne stranke ter družino Aycinena pregnal mercedariance iz Srednje Amerike.
| Ime                                  | Slika | Opis |
| ------------------------------------ | ----- | --- |
| Palača generalnega kapitana          |       | Rezidenca generalnega kapitana generalne kapitanije Gvatemale med špansko kolonijo. Po potresu v Santa Marti leta 1773 so ga zapustili in uporabljali kot skladišče. V 21. stoletju stavbe med drugim vključujejo pisarne Gvatemalskega inštituta za turizem -INGUAT-, sedež mestne nacionalne policije in urad guvernerja Sacatepéqueza. |
| Mestna hiša                          |       | |
| Stolnica sv. Jakoba župnija San José |       | Prva gradnja se je začela leta 1545 z ruševinami, prinesenimi iz uničene naselbine v dolini Almolonga. Njeno gradnjo so ovirali pogosti potresi. Drugo svetišče je bilo slovesno odprto leta 1680. Status stolnice je dobila leta 1743. V prvi stolnici so bili posmrtni ostanki konkvistadorja Pedra de Alvarada, ki je bil tja prenesen na zahtevo svoje hčere leta 1568, a je izginil po enem od številnih potresov. ki je v preteklih letih škodilo mestu. |
| Cerkev in samostan kapucinov         |       | Prvotno imenovan »Samostan in cerkev Gospe od ribnika v Zaragozi«, je odobril Filip V. leta 1725. Gradbena dela so se začela leta 1731, stavba pa je bila posvečena leta 1736. Dnevno rutino duhovnikov so urejala stroga regulativna pravila, vključno z najstrožje uboštvo, pokora in post; tudi diskalizirane redovnice so morale preživeti s prispevki vernikov. Po potresu v Santa Marti, čeprav samostan ni bil popolnoma prizadet, je bilo njegovo premoženje preneseno v novo Guatemalo de la Asunción po ukazu generalnega kapitana. |
| Arhitekturni kompleks La Recolección |       | Leta 1685 sta dva misijonarja »Recoleto« prišla v mesto Santiago de los Caballeros in ko je v naslednjih letih prišlo še nekaj menihov njunega reda, sta prosila mestno hišo za dovoljenje za gradnjo samostana; leta 1695 pa je mestna hiša dala vedeti, da ni dovolj razlogov, ki bi upravičili gradnjo, ker je v mestu že dovolj samostanov. Po tej zavrnitvi so bratje odšli v Real Audiencia, ki je leta 1700 s kraljevim dekretom dovolila gradnjo. Stavbe so začeli graditi leta 1701, šest let kasneje pa je bil postavljen prvi kamen cerkve. Leta 1708 so bili dokončani samostan, knjižnica in ambulanta. Cerkev je bila slovesno odprta 23. maja 1717.           |
| Cerkev sv. Frančiška                 |       | To je bilo prvo svetišče, zgrajeno na Santiagu de los Caballeros v 16. stoletju. Od samega začetka je utrpela potresno škodo: leta 1565 je bila prva stavba močno poškodovana in potresi so se nadaljevali do leta 1773. Potem ko je bila skoraj dvesto let zapuščena, so frančiškani posest vrnili in od takrat je odprta za katoliško bogoslužje. Pročelje cerkve krasijo baročni stebri in dva zvonika. Ob cerkvi so ruševine starega frančiškanskega samostana. Tempelj ima posebno kapelo, v kateri so posmrtni ostanki svetega Hermana Pedra de San José de Betancur, misijonarja s Kanarskih otokov.                                                                  |
| Cerkev La Merced                     |       | Arhitekt Juan de Dios Estrada je bil zadolžen za njeno gradnjo, ki se je začela leta 1749. Tempelj je bil slovesno odprt leta 1767 in je v ultrabaročnem gvatemalskem slogu z dvema zvonikoma. |
| Cerkev in šola Družbe Jezusove       |       | Ustanovljena je bil s kraljevim odlokom z dne 9. avgusta 1561, zgrajena pa z denarjem, ki ga je delno prispeval kronist Bernal Diaz del Castillo. Prvotno je bila sestavljen iz treh samostanov in templja, sčasoma pa je gostila do dvanajst jezuitov. Delovala je kot »Colegio de San Lucas Družbe Jezusove« od leta 1608 do izključitve reda leta 1767: »Šola je postala slavna in ji ni bilo para v smislu poučevanja literature in slovnice; služila je eliti Santiaga de los Caballerosa družbe, med njenimi učenci pa so bili kronisti Francisco Antonio Fuentes y Guzmán in Francisco Vázquez ter duhovnika Pedro Betancourt in Rafael Landívar. potresa 18 in 1976. |
| Samostan Santo Domingo               |       | Samostan Santo Domingo, ki je bil prvotno eden najpomembnejših in največjih v mestu, je bil leta 1773 uničen in zapuščen s preselitvijo dominikancev na njihovo lokacijo v mesto Gvatemala. Ruševine so bile prodane posameznikom in leta 1989 spremenjene v hotel Casa Santo Domingo. Leta 2013 je v njihovih prostorih potekala 43. generalna skupščina Organizacije ameriških držav. |
| Cerkev Escuela de Cristo             |       | Tempelj je bil ustanovljen leta 1664 v župniji svetega Križa, od leta 1689 pa je bil znan kot kongregacija San Felipe de Neri. Zaradi potresov v San Miguelu leta 1717 je bila stavba poškodovana; rekonstrukcija je bila dokončana leta 1730 pod vodstvom župana arhitekta Diega de Porresa. Leta 1784 so jo preselili v župnijo Gospe od zdravil, ko se je duhovščina te cerkve preselila v Nueva Guatemala de la Asunción. Fasada je v arhitekturnem renesančnem slogu in je iz kamna, tako kot cerkev kapucinov, značilnost, ki jih razlikuje od drugih templjev v mestu. V tej cerkvi so bili prvotno ostanki Pedra de San José de Betancurja.                          |
| Cerkev Nuestra Señora del Carmen     |       | Čeprav je preživela potrese v Santa Marti, so jo skoraj uničili potresi v letih 1917-18 in 1976. Vendar pa je njena fasada preživela v zelo dobrem stanju in je od takrat občudovana kot primer gvatemalskega baroka. |
| Bolnišnica San Pedro                 |       | Menihi kongregacije San Juan de Dios so ustanovili svojo prvo bolnišnico in samostan leta 1636 in so bili od takrat zadolženi za bolnišnice v Kraljevini Gvatemali. Zlasti bolnišnica San Pedro je bila namenjena izključno cerkvenim ljudem. |
| Samostan La Concepción               |       | Napačno so jo identificirali kot palačo sestre Juane de Maldonado, vendar so nedavne raziskave pokazale, da samostan izvira iz 18. stoletja, medtem ko je znana gvatemalska redovnica concepcionista živela v 17. stoletju. |
| Kapela svetega Križa                 |       | |

## V filmih
Nove Tarzanove dogodivščine (1935)
- Leta 1935 so film The New Adventures of Tarzan posneli na lokaciji v Gvatemali, pri čemer so izkoristili pomoč podjetja United Fruit Company in predsednika Jorgeja Ubico. Kraji snemanja so bili:
  - Chichicastenango: prizori domačega mesta, kjer so se raziskovalci prvič srečali.
  - Antigva Gvatemala: Tempelj zelene boginje
  - Río Dulce
  - Puerto Barrios: prihod in odhod čolnov z raziskovalci
  - Tikal: prizori iz džungle
  - Quiriguá: mesto Majev, kjer jim predavajo o civilizaciji Majev
  - Mesto Gvatemala: takrat luksuzni hotel Palace je bil uporabljen za snemanje prizorov hotela v namišljenem mestu At Mantique

Meja: 1982 (film iz 1982)
- Začetne sekvence potresov iz filma Meja Jacka Nicholsona so bile posnete v Antigvi Gvatemali, natančneje v arhitekturnem kompleksu La Recoleccion.

## Prebivalstvo
Mesto je imelo najvišjo populacijo okoli 65.000 v 1770-ih; večina prebivalstva se je odselila v poznem 18. stoletju. Kljub znatni rasti prebivalstva v poznem 20. stoletju je mesto do 1990-ih doseglo le polovico tega števila. Ob popisu leta 2007 je mesto imelo 34.685 prebivalcev.